# Сильвестр Добрина
Добрина (чернече ім'я Сильвестр; *1712, Гадяч, — †1767, Будища) — викладач, український церковний діяч, архімандрит Глухівського Петропавлівського монастиря. Випускник Києво-Могилянської академії.

## Біографія
Народився у сім'ї священика о. Данила Добрини. Навчався у Києво-Могилянській академії (1728–1743) разом з Ґ. Кониським, Т. Александровичем, І. Лятошевичем та іншими. Ще в стінах Києво-Могилянської академії прийняв чернечий постриг у Києво-Печерській Лаврі.
На курсі богослов'я почав учителювати в KMA: викладав у граматичних класах (1738–1741), у класі піїтики (1741–1743), риторики (1743/1744 навчальний рік), для яких склав рукописні курси під назвою «Liber de arte poëtica in duas classes ligatam scilicet et solutam ora-tionem divisus et in aima Kijovo-Mohylo-Zaborowsciana Academia publice tractatus ex anno 1742» («Книга про поетичне мистецтво…») та «Libri octo de facilius ас felicius comparandae eloquentiae ab hieromonacho Sylvestro Dobryna intradendum et explicandum nobilissimae roxolanae iuventuti in aima Kiovo-Mohylo-Zaborowsciana academia reassumpti anno 1743 mense octobri 3 die» («Вісім книг про легшу й успішнішу підготовку красномовства українському юнацтву для вручення і викладу в рідній Києво-Могило-Заборовській академії знову розпочаті в 1743 році, місяця жовтня, 3-го дня»). Курси написано за зразками античних та ренесансних риторик, хоча з певним виходом на сучасну суспільно-політичну тематику.
Деякий час Добрина був проповідником Києво-Могилянської академії. 1742 Синод викликав Сильвестра і А. Піонтницького до Троїцько-Сергіївської семінарії. Але митрополит Київський, Галицький і всієї України Р. Заборовський, за погодженням з архімандритом Києво-Печерської Лаври Т. Щербацьким, оповістив Синод, що не може відправити жодного з названих, оскільки вони є викладачами КМА і обидва дуже потрібні.
1742 ректор Московської слов'яно-греко-латинської академії зробив нову спробу викликати тих самих осіб для проповідництва, але Синод призначив на цю посаду лаврського постриженця І. Русичевського, який тоді перебував у Москві.
З 22 липня 1744 Добрина— ігумен Київського Петропавлівського монастиря.
1746 Синод зробив спробу знову викликати Сильвестра до Москви для проповідництва, однак київські вчені й ієрархи відстояли його і, щоб утримати, доручили йому 1747 разом з С. Кулябкою, В. Старжицьким, А. Піонтницьким та іншими укласти «Книжицу о собственных всякаго чина должностях».
1748 — ігумен Київського Кирилівського, з 1749 — Віленського Святодухівського монастирів.
1751 Добрина їздив до Санкт-Петербурга і звертався до імператорського двору з проханням про матеріальну підтримку монастиря, але отримав відмову. Допоміг йому царський духівник Ф. Кубинський, який часто клопотався про своїх земляків-українців. Він написав листа громадянину О. Розумовському з проханням посприяти монастиреві і особисто їздив до нього разом з Сильвестром. Крім того, вирішив справу на користь Добрині у Синоді.
1759 Добрина знову їздив до Санкт-Петербурга для збору пожертвувань. 1760 був висвячений на архімандрита Глухівського Петропавлівського монастиря, де й помер.

## Архіви
- IP НБУВ, ф. 301, КДАп, № 690, арк. 9;
- ДА/880 Л, арк. 1-290.